# Victor De Brabandere

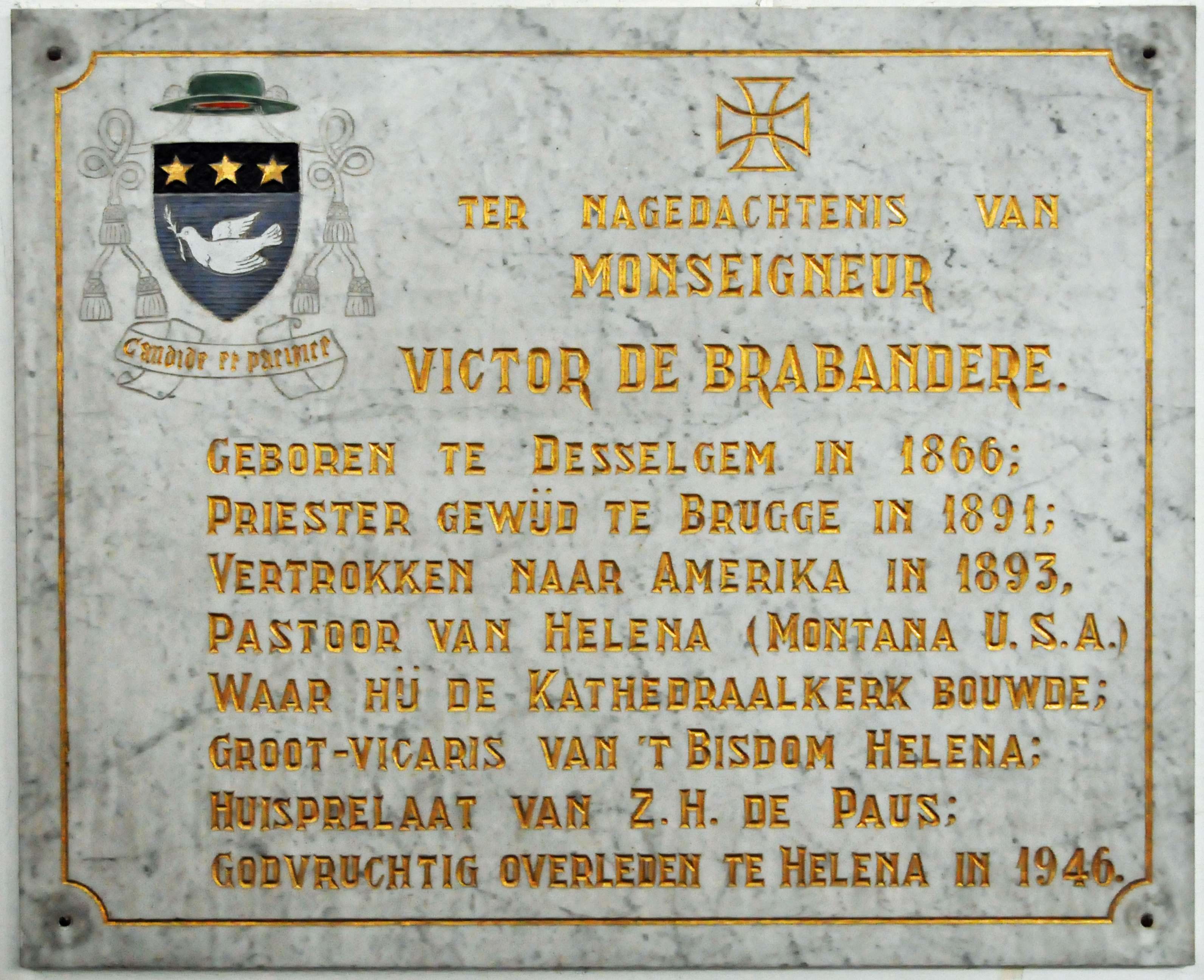
Gedenkplaat voor Victor De Brabandere, alias Victor Day, in de parochiekerk van zijn geboortedorp Desselgem

Victor De Brabandere (Desselgem, 29 maart 1866 – Helena, 7 november 1946) was een Belgisch-Amerikaans rooms-katholiek priester. In de Verenigde Staten is hij bekend onder de naam Victor Day.
Victor De Brabandere was de zoon van Henri De Brabandere, landbouwer en schepen in Desselgem (provincie West-Vlaanderen), en van Febronie Vanderzype. Een neef van hem was Petrus De Brabandere, die later bisschop van Brugge zou worden. Na zijn lagere school in Desselgem volgde hij humaniora-onderwijs in het Sint-Amandscollege in Kortrijk. Na een jaar Klein Seminarie in Roeselare vatte hij zijn priesterstudies aan in het Groot Seminarie van Brugge. Daar werd hij in 1891 door bisschop J.J. Faict tot priester gewijd. Hij stond korte tijd in het onderwijs, maar dat was kennelijk geen succes. In 1893 vertrok hij als missionaris naar de staat Montana, een schaars bewoond gebied in het noordwesten van de Verenigde Staten waar de bevolking hoofdzakelijk bestond uit Indianen, kolonisten (vooral landbouwers) en goudzoekers. Zijn standplaats werd Helena, hoofdstad van Montana. Daar ontmoette hij Jean-Baptiste Brondel, Bruggeling van geboorte, die de eerste bisschop was van het in 1884 opgerichte bisdom Helena. In 1894 werd De Brabandere pastoor van de Heilige Hartenkathedraal van Helena. In die functie zou hij ook betrokken worden bij de bouw van de nieuwe (huidige) kathedraal, waarvan de eerstesteenlegging in 1908 plaatsvond. Dit neogotische gebouw met twee 70 meter hoge torens was voltooid in 1924.

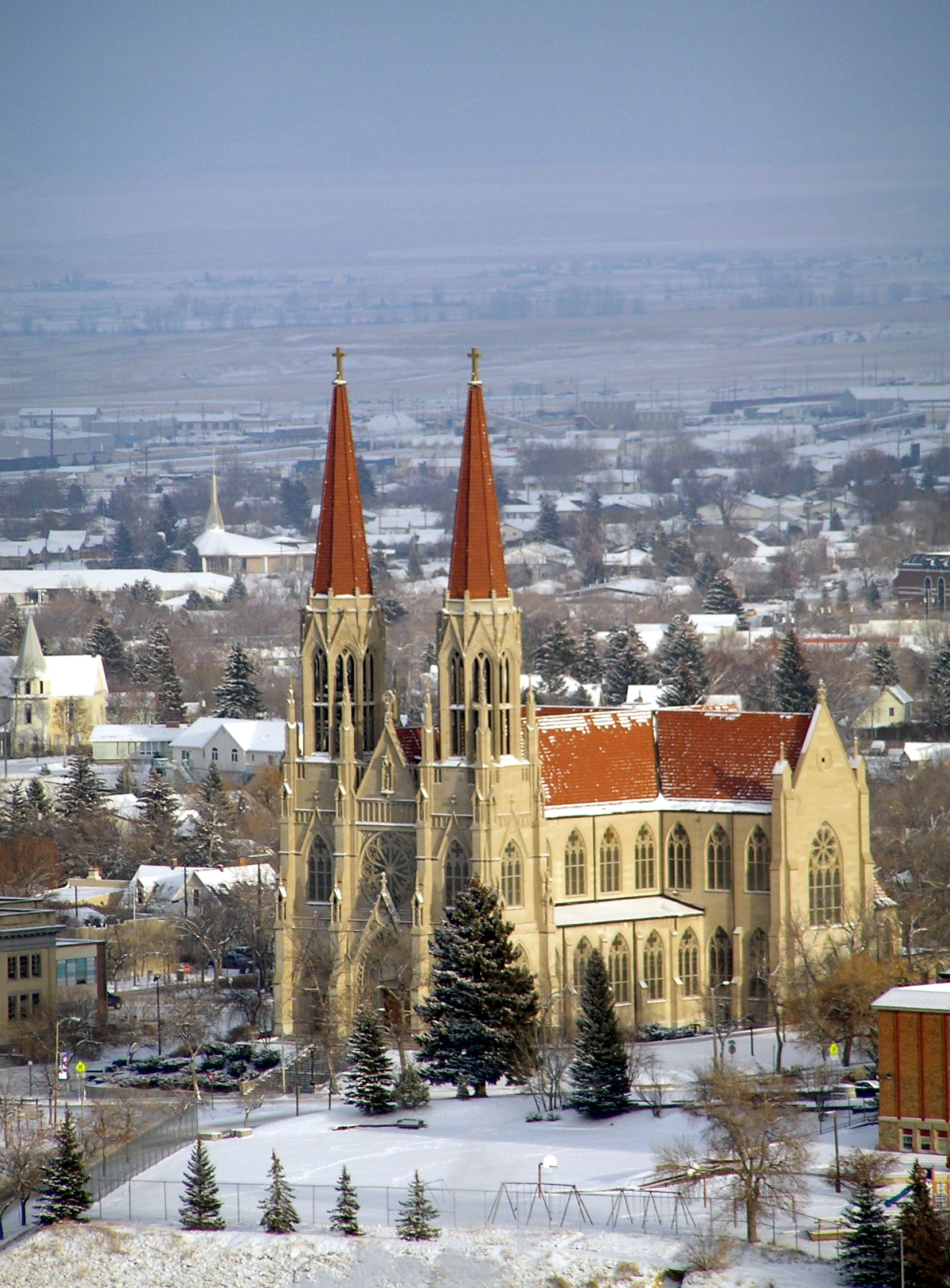
De kathedraal van Helena

Na zijn aankomst in Montana liet Victor De Brabandere zijn achternaam officieel wijzigen in “Day”, waardoor hij in de Verenigde Staten bekendstaat als "Rev. Victor Day". Allicht is deze wijziging ingegeven door de moeilijke uitspreekbaarheid in het Engels van de naam “De Brabandere”. Soms wordt aan zijn naam de afkorting “V.G.” toegevoegd, wat staat voor Vicar General; hij werd inderdaad vicaris-generaal van het bisdom benoemd en trad op als vervanger van de bisschop bij diens afwezigheid. Later werd hem door het Vaticaan ook nog de erefunctie van huisprelaat van de paus verleend, hetgeen hem toeliet de titel van monseigneur te voeren.
Als Victor Day ontplooide Victor De Brabandere een gevarieerde activiteit. Hij zette zich onder meer in voor de zielenzorg van de landbouwersfamilies die verspreid en vaak in isolement leefden in het uitgestrekte Montana. In het kader hiervan was hij tijdens het interbellum nauw betrokken bij de National Catholic Rural Life Conference van priester Edwin Vincent O’Hara (de latere bisschop van Great Falls en Kansas City), een in 1923 gestichte organisatie gericht op landbouwers die in schaars bevolkte gebieden leefden. Hij schreef ook twee correspondentiecursussen ten behoeve van de katholieke landbouwersjeugd (een over de Eerste Communie en een over het Geloof), die via de organisatie van O’Hara over talrijke staten van de V.S. en zelfs in Canada verspreid werden.
Vanuit een katholieke didactische bekommernis publiceerde hij diverse boeken, waaronder nogal wat vertalingen uit het Frans. Zo vertaalde hij minstens drie boeken van de katholieke Luikse hoogleraar en historicus Godefroid Kurth: Qu’est-ce que le moyen-âge? uit 1897, L’église aux tournants de l’histoire uit 1900 en Saint Boniface uit 1902. En onder de titel The Continuity of Religion vertaalde hij een aantal teksten van de bekende 17de-eeuwse Franse predikant en schrijver Bossuet. Van zijn eigen hand was een boekje over de kathedraal van Helena: Victor Day, The Cathedral of Saint Helena, Helena 1938.
Victor De Brabandere keerde nog enkele keren naar Europa terug. In 1900 verbleef hij niet alleen een tijd in West-Vlaanderen, maar bezocht hij ook Rome, Parijs en het Zuid-Duitse Oberammergau. Ook begin 1913 was hij in België. Bij deze gelegenheden ronselde hij actief kolonisten. Zo meldde de New York Times van 26 februari 1913 dat the Right Rev. Victor Day de dag tevoren met het schip “Vaderland” uit Antwerpen aangekomen was in het gezelschap van zeventig mannen, vrouwen en kinderen uit België en Nederland die zich in Montana als landbouwers zouden gaan vestigen op gronden die hen tegen voordelige voorwaarden ter beschikking gesteld werden.